# Giuseppe Verginella
Giuseppe (Josip) Verginella (Santa Croce, 17 agosto 1908 – Lumezzane, 10 gennaio 1945) è stato un partigiano italiano appartenente alla minoranza slovena, medaglia d'argento al valore militare.

## Biografia
Verginella nasce nel 1908 a Križ, villaggio a maggioranza slovena presso Trieste, allora porto dell'Impero austro-ungarico (secondo l'ultimo censimento austriaco del 1911, l'85,8% della popolazione era di madrelingua slovena).

### L'adesione al comunismo
A diciott'anni nel 1926 aderì al Partito Comunista d'Italia, e per il suo intenso attivismo politico venne individuato dalla polizia fascista e arrestato. Liberato, per sottrarlo alla sorveglianza nel 1930 venne fatto emigrare in Iugoslavia, quindi in altri paesi, per finire in Unione Sovietica dove scelse di diventare membro del PCUS.

### Volontario nella Guerra civile spagnola
Dopo la sollevazione franchista del luglio 1936, Verginella accorse in Spagna nell'aprile 1937 per militare nelle Brigate internazionali costituite a soccorso della Repubblica minacciata. Fu inquadrato nel quarto battaglione della Brigata Garibaldi, l'unità di volontari italiani uscita vittoriosa un mese prima dalla battaglia di Guadalajara. Con essa combatté in vari teatri della guerra, fino all'ultima sfortunata offensiva repubblicana sul fiume Ebro (luglio-settembre 1938) nel corso della quale rimase ferito. Durante il periodo della Brigata Garibaldi era conosciuto come "comandante Alberto".

### L'internamento e la militanza nella resistenza francese
A seguito della decisione del Governo spagnolo di rinunciare all'apporto dei volontari stranieri, e del conseguente scioglimento (dicembre 1938) delle Brigate internazionali, nel febbraio 1939 passò la frontiera francese e con tutti gli altri reduci subì l'arresto e l'internamento in campo di concentramento.
Sfuggito alla polizia italiana cui era stato consegnato da quella francese dopo l'occupazione militare del giugno 1940, entrò nel maquis avendovi anche responsabilità di commissario politico.

### Comandante nella resistenza italiana

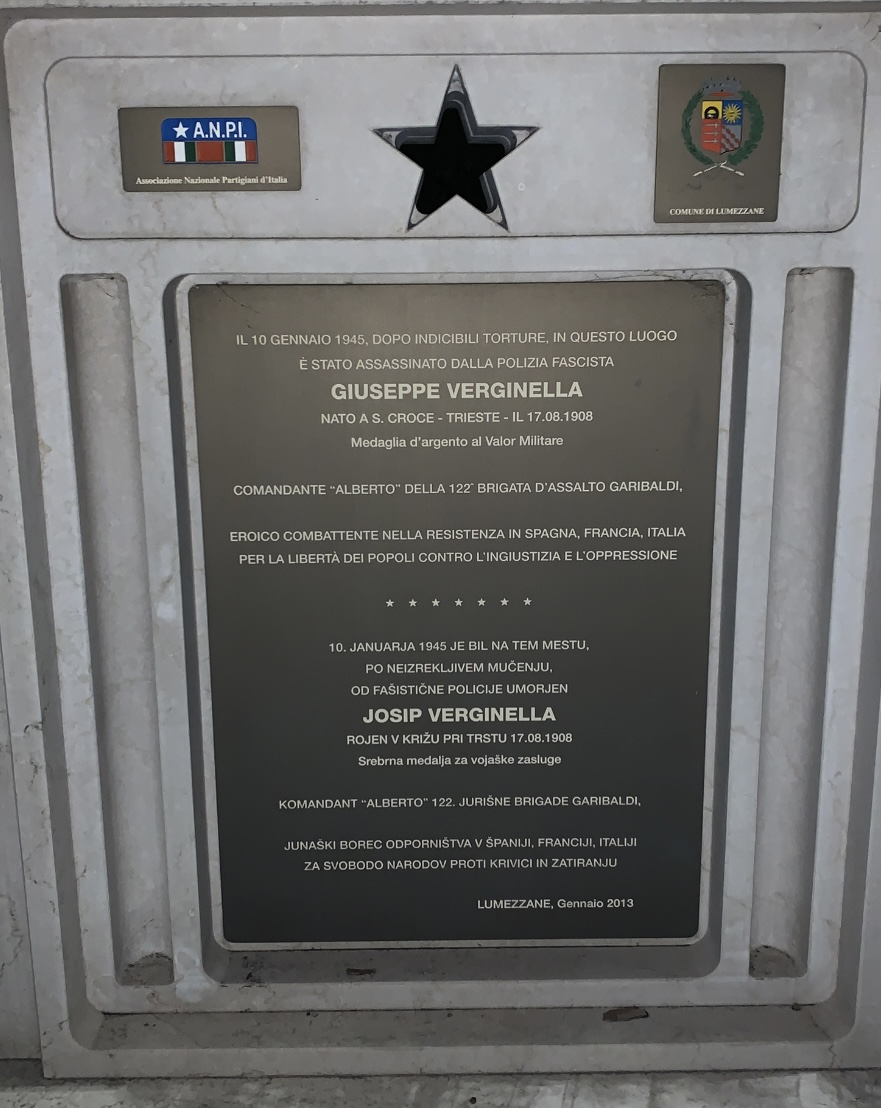
Stele a Lumezzane

Dopo la caduta di Mussolini del luglio 1943 rientrò in Italia, e all'atto dell'occupazione tedesca fu incaricato dal Partito Comunista di organizzare la Resistenza dapprima in Piemonte, poi nella bresciana Val Camonica, zona interamente controllata dalle formazioni resistenziali cattoliche (Brigate del popolo). Qui, nella laterale Val Saviore, si costituì l'unica Brigata Garibaldi, la 54ª, ed egli col nome di Alberto ne divenne commissario politico. Per breve periodo però, perché per i contrasti col comandante Nino Parisi si decise il suo trasferimento in Val Trompia, dove il 4 ottobre 1944 altri militanti comunisti avevano formato la 122ª Brigata Garibaldi, e la sua nomina a comandante della stessa.
Dopo i duri colpi subiti dalla Brigata nell'autunno-inverno e lo sbandamento in pianura, Giuseppe Verginella venne arrestato dietro delazione il 24 dicembre 1944 a un appuntamento a Provaglio di Iseo da una squadra del Corpo di Polizia Repubblicana. Torturato per due settimane nelle carceri bresciane perché rivelasse l'identità di altri partigiani, venne poi condotto il 10 gennaio 1945 a Lumezzane, già centro organizzativo della 122ª Brigata Garibaldi, per ottenere informazioni sull'ubicazione di presunti depositi di armi, venne assassinato per strada dai reparti della questura di Brescia. Il cadavere venne ritrovato nei giorni seguenti al ciglio della strada da un falegname e da alcune donne che, dopo averlo caricato su di una carriola, lo trasportarono al cimitero locale.
Una stele bilingue, in italiano e sloveno, a sua memoria, è oggi presente nel comune di Lumezzane.